# Mutualité neutre
L'Union Nationale des Mutualités Neutres est un organisme assureur qui regroupe 4 mutualités neutres : 
- La Mutualité Neutre 216,
- Mutualia 228,
- Neutraal Ziekenfonds Vlaanderen 235,
- Vlaams & Neutraal Ziekenfonds 203

L’Union a pour tâche de veiller à ce que, dans le cadre de l’assurance obligatoire, on applique les bonnes procédures et législations. Afin de compenser les besoins actuels qui manquent en assurance maladie et invalidité obligatoire, les Mutualités Neutres proposent des assurances complémentaires.
Par ailleurs, l’Union nationale des mutualités neutres représente les 4 mutualités au sein des organes de concertation des autorités.
- Les Mutualités Neutres se doivent de respecter les décisions de l’Union nationale dans leurs services.
- Les Mutualités Neutres n’appartiennent à aucun pilier politique et respectent entièrement le libre choix du patient.

## Histoire
Un des grands promoteurs de la Mutualité neutre a été Émile Tumelaire, originaire d'Ath dans le Hainaut. Enseignant dans la région de Charleroi, il est le témoin de la détresse matérielle des couches populaires. C'est pourquoi, il préconise la création d'une organisation de secours mutuel au temps où elle ne faisait pas encore partie des mœurs et ne recueillait que méfiance des classes populaires. Dès 1886, il est l'un des créateurs des « Fourneaux économiques de Charleroi » , société coopérative d'alimentation économique du bassin de Charleroi dont il devient administrateur et secrétaire.
En 1887, il crée la Société de secours mutuels L'Espérance à Charleroi avec Édouard Falony, Remy Mattens, Henri Bronckart, et François Verstegen. L'Espérance prend rapidement de l'importance malgré l'hostilité des dirigeants du Parti socialiste en gestation. Son programme s'appuyait sur la solidarité, la fraternité et l'altruisme en s'efforçant de convaincre la classe ouvrière. Le 14 juillet 1889 était inaugurée la Fédération des Sociétés de secours mutuels neutres du bassin de Charleroi à l'intérieur de l'hôtel de ville de Charleroi. Quatorze sociétés mutualistes avaient adhéré à la fédération dont treize avaient été fondées par Émile Tumelaire. Ces sociétés grouperont bientôt des dizaines de milliers d'adhérents. Les statuts de la fédération instituaient une caisse de réassurance et un Conseil d'arbitrage et de conciliation. Cette fédération prend l'initiative d'éclairer les pouvoirs publics sur l'importance de la protection sociale, ancêtre de la Sécurité sociale. L'exemple de Charleroi a ensuite été suivi dans toute la Belgique avec la création de caisses de réassurance neutres. Émile Tumelaire assumera ainsi la présidence de l'Union nationale des Fédérations mutualistes.
L'Union est actuellement dirigée par Wim Van Beeck, président du conseil d'administration et son secrétaire général est Anne Verheyden.

## Organisation
Les mutualités Neutres forment une organisation sociale de membres basée sur la volonté commune des membres de se préserver mutuellement de risques sur base de la solidarité. Les mutualités Neutres ne dépendent d’aucune organisation politique ou syndicale, d’aucune organisation de prestataires, d’aucune compagnie d’assurance et d’aucun établissement financier. Les représentants des membres sont élus démocratiquement par tous les membres selon le principe d’une personne, une voix. Le mouvement Neutre n’a pas de but lucratif. Il n’y a pas d’actionnaires : les membres sont collectivement propriétaires de tous les moyens financiers.
L'Union regroupe quatre mutualités, dont une avec siège à Bruxelles, une avec siège en Wallonie et deux avec siège en Flandre. Il s'agit de :
- Vlaams & Neutraal Ziekenfonds 203 (Anvers, Flandre orientale, Brabant flamand, Flandre occidentale), avec siège à Malines ;
- La Mutualité Neutre 216 avec comme sièges régionaux Charleroi et Liège, comme siège social Namur ;
- Mutualia 228 , avec siège social à Bruxelles et siège administratif à Verviers ;
- Neutraal Ziekenfonds Vlaanderen 235 (Bruxelles, Limbourg, Flandre orientale, Brabant flamand, Flandre occidentale), avec siège à Alost.

Ses organisations liées sont :
- Vivamut : service prêt matériel ;
- ASBL Horizons Jeunesse : organisation de voyages pour la jeunesse ;
- ASBL Mutualités Neutres Vacances (MNV) : centres de vacances et agence de voyage ;
- SMA HospiPlus : assurances hospitalisation aux membres des mutualités neutres flamandes ;
- SMA Neutra : assurances hospitalisation aux membres des mutualités de Bruxelles et de Wallonie ;
- SMR Neutre Bruxelles : exerce les compétences dévolues à la Commission Communautaire Commune de Bruxelles-Capitale en matière de soins de santé et d’aide aux personnes ;
- SMR Neutre Wallonne : exerce les compétences dévolues à la Région wallonne en matière de soins de santé et d’aide aux personnes ;
- Neutrale Zorgkas Vlaanderen : avantages de Vlaamse sociale bescherming de la Communauté Flamande aux membres résidant en Région flamande (obligatoire) ou bruxelloise (facultatif) ;
- ASBL ComfoPlus :  association de dispositifs auxiliaires de la Vlaams & Neutraal Ziekenfonds et de la Neutraal Ziekenfonds Vlaanderen qui se charge de fournir des conseils, de la location, de la vente et de la fourniture de dispositifs auxiliaires aux membres des mutualités ;
- ASBL Krunsj :  organisation de jeunesse des mutualités neutres flamandes ;
- ASBL Mutual IT :  fournit aux mutualités neutres les outils informatiques nécessaires à leur gestion ;
- ASBL Apross :  organise les formations spécifiquement mutualistes (OPFOR) pour les mutualités neutres.

En 2022, le mouvement comptait 881 employés et 650 000 membres et avait un chiffre d'affaires de plus de deux milliards d'euros.